# نات هينتوف
نات هينتوف (بالإنجليزية: Nat Hentoff)‏ (10 يونيو 1925 في بوسطن - 7 يناير 2017 في نيويورك)، مؤرخ وموسيقي ريفي وروائي أمريكي، كما كان كاتب عمود في الصحف. وكان ناقداً للجاز في صحيفة ذا فيليج فويس منذ سنة 1958 حتى سنة 2009، ثم انتقل لصحيفة وول ستريت جورنال حتى وفاته.

## روابط خارجية
- نات هينتوف على موقع IMDb (الإنجليزية)
- نات هينتوف على موقع ميوزك برينز (الإنجليزية)
- نات هينتوف على موقع إن إن دي بي (الإنجليزية)
- نات هينتوف على موقع ديسكوغز (الإنجليزية)
- نات هينتوف على موقع قاعدة بيانات الفيلم (الإنجليزية)